# Joss Ackland
Joss Ackland CBE (eigentlich Sidney Edmond Jocelyn Ackland; * 29. Februar 1928 in Kensington, London; † 19. November 2023 in Clovelly, Devon) war ein britischer Schauspieler. Er wirkte in etwa 200 Film- und Fernsehproduktionen sowie zahlreichen Theaterproduktionen mit.

## Ausbildung und frühe berufliche Karriere
Ackland studierte an der Londoner Central School of Speech and Drama. Im Jahr 1945 debütierte er als Schauspieler im Theaterstück The Hasty Heart. Eine seiner ersten Filmrollen spielte er im preisgekrönten Film Eine Stadt hält den Atem an aus dem Jahr 1950. In den 1950er-Jahren spielte er mit zunächst bescheidenem Erfolg an Regionaltheatern, weshalb er sich zwischenzeitlich schon von der Schauspielerei abwandte. Er hielt sich in Südafrika und Ceylon auf, arbeitete kurzzeitig als Manager einer Teeplantage.

## Theater und Fernsehen
Nach seiner Rückkehr nach Großbritannien 1957 wurde er Mitglied des Old Vic Theatre, in den 1960er-Jahren konnte er sich auf Londoner Bühnen und im britischen Fernsehen etablieren. In der Fernsehserie The Further Adventures of the Three Musketeers (1967) spielte er die Rolle des D’Artagnan. In der britischen Fernsehserie Die 2 (1970–1971) war er in der Folge Der Mann mit dem Toupet als freiberuflicher Ex-Agent Felix Meadows zu sehen. Zu Acklands größten Theatererfolgen gehört die Darstellung des Juan Perón in der Originalproduktion von Andrew Lloyd Webbers Musical Evita, die 1978 am Londoner West End lief. Ansonsten ist sein Name stark mit dem Old Vic Theatre verbunden, bei dem er im Laufe der Jahrzehnte in vielen Produktionen auftrat. Zuletzt spielte er dort 2013 in einer einmaligen Galavorstellung unter der Regie von Jonathan Miller die Titelrolle in König Lear.

## Erfolge in Kinofilmen
Ab den 1970er-Jahren spielte der Charakterdarsteller Ackland vermehrt in Kinofilmen. In dem Science-Fiction-Film Ein Draht im Kopf (1972) hatte er neben Christopher Walken eine der größeren Rollen, ähnlich wie – neben Michael York – in dem Filmdrama England Made Me (1973). In der Komödie Royal Flash (1975) von Richard Lester trat er neben Malcolm McDowell, Alan Bates und Oliver Reed auf, in der Komödie Sherlock Holmes oder Der sonderbare Fall vom Ende der Zivilisation (1977) neben John Cleese. In der Fernsehserie A Question of Guilt (1980) spielte er eine der Hauptrollen. 1987 trat Ackland in dem Musikfilm It Couldn’t Happen Here an der Seite des Popmusik-Duos Pet Shop Boys in einer skurrilen Rolle als Serienkiller im Priestergewand auf, in deren Musikvideo zum Hit Always on My Mind war er ebenfalls zu sehen.
Der schwergewichtige Schauspieler mit der markanten Stimme wurde vor allem mit gestenreichen, oftmals zwielichtigen oder unsympathisch wirkenden Figuren besetzt. Für die Nebenrolle als dekadenter Aristokrat in dem Kinofilm Die letzten Tage in Kenya (1987) wurde Ackland im Jahr 1989 für den BAFTA Award nominiert. Eine weitere Nominierung für den BAFTA Award erfolgte 1990 für die Hauptrolle in dem Fernsehfilm First and Last aus dem Jahr 1989. In dem Actionfilm Brennpunkt L.A. (Lethal Weapon 2, 1989), in dem Mel Gibson und Danny Glover die Hauptrollen übernahmen, spielte er die markante Schurkenrolle des südafrikanischen Diplomaten und Drogenhändlers Arjen Rudd. In dem Blockbuster Jagd auf Roter Oktober verkörperte er 1990 in einer Nebenrolle den sowjetischen Botschafter Andrei Lysenko. Einen Ausflug ins Komödienfach machte er mit seiner Rolle als Hans, Mentor der Hauptfigur, in Mighty Ducks – Das Superteam (1992).
Seine Filmkarriere ließ er in der ersten Hälfte der 2010er-Jahre ausklingen. Sein filmisches Schaffen umfasst mehr als 200 Film- und Fernsehproduktionen zwischen 1949 und 2014.

## Privatleben
Ackland war von 1951 bis zu ihrem Tod 2002 mit seiner Frau Rosemary (geb. Kirkcaldy) verheiratet, mit der er sieben Kinder (fünf Töchter und zwei Söhne) hatte. Zum Zeitpunkt seines Todes im November 2023 im Alter von 95 Jahren hatte er 34 Enkelkinder und 30 Urenkel. Der älteste Sohn Paul starb 1982 29-jährig an einer Überdosis Heroin. Im Jahr 2000 wurde Ackland mit dem Order of the British Empire geehrt.

## Filmografie (Auswahl)
- 1949: Landfall
- 1950: Eine Stadt hält den Atem an (Seven Days to Noon)
- 1958: Next to No Time!
- 1962: Die Abenteuer des Kapitän Grant (In Search of the Castaways)
- 1964: The Indian Tales of Rudyard Kipling (Fernsehserie, 25 Folgen)
- 1964–1968: Task Force Police (Z Cars, Fernsehserie, 42 Folgen)
- 1965: Sherlock Holmes (Fernsehserie, Folge 1x12)
- 1966: David Copperfield (Fernseh-Miniserie)
- 1966: Rasputin – der wahnsinnige Mönch (Rasputin – the Mad Monk)
- 1969: Crescendo – Die Handschrift des Satans (Crescendo)
- 1969: Mit Schirm, Charme und Melone (The Avengers, Fernsehserie, Folge 7x18)
- 1969: Canterbury Tales (Fernsehserie, 7 Folgen)
- 1971: Totentanz der Vampire (The House That Dripped Blood)
- 1972: Die 2 (The Persuaders!, Fernsehserie, Folge 1x20)
- 1972: Ein Draht im Kopf (The Happiness Cage)
- 1973: Die drei Musketiere (The Three Musketeers)
- 1973: Hitler – Die letzten zehn Tage (Hitler: The Last Ten Days)
- 1974: Die schwarze Windmühle (The Black Windmill)
- 1974: Das Chaos-Duo (S*P*Y*S)
- 1974: Der kleine Prinz (The Little Prince)
- 1975: Royal Flash
- 1975: Wer hat unseren Dinosaurier geklaut? (One of Our Dinosaurs Is Missing)
- 1976: Das Sonderkommando – Tötet Heydrich (Janák)
- 1978: Der große Grieche (The Greek Tycoon)
- 1978: Die Schlemmer-Orgie (Who Is Killing the Great Chefs of Europe?)
- 1978: Die Füchse (The Sweeney, Fernsehserie, Folge 4x09)
- 1978: Simon Templar – Ein Gentleman mit Heiligenschein (Return of the Saint, Fernsehserie, Folge 1x02)
- 1978: Watership Down (Sprechrolle)
- 1979: Saint Jack
- 1980: Die Superprofis (A Nightingale Sang in Berkeley Square)
- 1980: Der Löwe zeigt die Krallen (Rough Cut)
- 1980: Star Rock (The Apple)
- 1980/1988: Die unglaublichen Geschichten von Roald Dahl (Tales of the Unexpected, Fernsehserie, 2 Folgen)
- 1982: Bekenntnisse des Hochstaplers Felix Krull (Miniserie)
- 1985: Sherlock Holmes (Fernsehserie, Folge 2x01 Das Haus zu den Blutbuchen)
- 1985: Ein Z & zwei Nullen (A Zed & Two Noughts)
- 1986: Lady Jane – Königin für neun Tage (Lady Jane)
- 1987: Der Sizilianer (The Sicilian)
- 1987: Die letzten Tage in Kenya (White Mischief)
- 1988: Pet Shop Boys – Der Film (It Couldn’t Happen Here)
- 1988: Der Priestermord (To Kill a Priest)
- 1989: A Quiet Conspiracy (Miniserie, 4 Folgen)
- 1989: Brennpunkt L.A. (Lethal Weapon 2)
- 1990: Jagd auf Roter Oktober (The Hunt for Red October)
- 1990: Palermo vergessen (Dimenticare Palermo)
- 1990: Das geheime Leben des Ian Fleming (Spymaker: The Secret Life of Ian Fleming, Fernsehfilm)
- 1991: Bill & Ted’s verrückte Reise in die Zukunft (Bill & Ted’s Bogus Journey)
- 1991: Flucht in die Wüste (The Sheltering Desert)
- 1991: Das Schicksal der Jackie O. (A Woman Named Jackie, Miniserie)
- 1991: Object of Beauty (The Object of Beauty)
- 1991: Der Mörder mit den Silberflügeln (A Murder of Quality, Fernsehfilm)
- 1991: Prinzessin Aline und die Groblins (The Princess and the Goblin, Sprechrolle)
- 1992: Shadowchaser (Project Shadowchaser)
- 1992: Sherlock Holmes und der Stern von Afrika (Incident at Victoria Falls, Fernsehfilm)
- 1992: Die Abenteuer des jungen Indiana Jones (The Young Indiana Jones Chronicles, Fernsehserie, Folge 2x01)
- 1992: Mighty Ducks – Das Superteam (The Mighty Ducks)
- 1992: Es war einmal ein Mord / 7 Gauner und ein Dackel (Once Upon a Crime)
- 1993: Ohne Ausweg (Nowhere to Run)
- 1993: Tödliche Absichten (Mother’s Boys)
- 1994: Giorgino
- 1994: Das Wunder von Manhattan (Miracle on 34th Street)
- 1994: Die Bibel – Jakob (Jacob, Fernsehfilm)
- 1995: Citizen X (Fernsehfilm)
- 1995: Knightskater – Ritter auf Rollerblades (A Kid in King Arthur’s Court)
- 1995: Frühling im Dezember (Daisies in December, Fernsehfilm)
- 1996: Mein Mann Picasso (Surviving Picasso)
- 1996: Mighty Ducks 3 – Jetzt mischen sie die Highschool auf (D3: The Mighty Ducks)
- 1996: Ritter der Zeit (To the Ends of Time, Fernsehfilm)
- 1997: Amy Foster – Im Meer der Gefühle (Swept from the Sea)
- 1997: Verborgenes Feuer (Firelight)
- 1998: My Giant – Zwei auf großem Fuß (My Giant)
- 1998: Die Rückkehr des Sandokan (Il figlio di Sandokan, Miniserie, 3 Folgen)
- 2000: Tiefe der Sehnsucht (Passion of Mind)
- 2001: K-19 – Showdown in der Tiefe (K-19: The Widowmaker)
- 2002: No Good Deed (The House on Turk Street)
- 2003: I’ll Be There
- 2003: Henry VIII (Fernsehfilm)
- 2004: The Third Identity – Im Bann der Macht (A Different Loyalty)
- 2005: Stellas Versuchung (Asylum)
- 2005: Frederick Forsyth: Das schwarze Manifest (Icon, Fernsehfilm)
- 2006: Hogfather – Schaurige Weihnachten (Terry Pratchett’s Hogfather, Fernsehfilm)
- 2006: Inspector Barnaby (Midsomer Murders, Fernsehserie, Folge 9x03 Der Krieg der Witwen)
- 2006: Moscow Zero – Eingang zur Hölle (Moscow Zero)
- 2007: Flawless
- 2008: Crusoe (Fernsehserie, 2 Folgen)
- 2013: Prisoners of the Sun
- 2014: Katherine von Alexandrien (Katherine of Alexandria)